# Morales (Bolívar)
Morales – miasto w Kolumbii, w departamencie Bolívar.